# Gianpiero Dalla Zuanna
Gianpiero Dalla Zuanna (Camposampiero, 23 settembre 1960) è un politico e statistico italiano.
Professore ordinario di Demografia presso il Dipartimento di scienze statistiche dell'Università degli Studi di Padova, è stato senatore della XVII Legislatura.

## Biografia
Dal 1985 al 1988 ha lavorato come funzionario presso l'IRSEV, istituto di ricerca del Veneto.
Ha insegnato alle Università di Messina, Verona, Trieste e Sapienza di Roma, per poi arrivare a Padova.
È stato consulente del Dipartimento per le politiche della famiglia: in tale veste ha svolto missioni a Bruxelles e in Giappone e ha partecipato all'organizzazione della Conferenza nazionale della famiglia del 2007.
Dal 2008 e al 2011 è stato preside della facoltà di Scienze statistiche dell'Università di Padova.
Dal 2008 al 2010 è stato componente del  Comitato di indirizzo e coordinamento dell'informazione statistica ed in tale veste ha fatto parte del comitato scientifico delle Conferenze statistiche nazionali del 2008 e del 2010.
Dal giugno 2008 è associate editor della rivista European Journal of Population.
Alle elezioni politiche 2013 è candidato al Senato per la circoscrizione Veneto nella lista Con Monti per l'Italia: viene eletto senatore ed aderisce al gruppo parlamentare Scelta Civica per l'Italia.
Il 19 giugno 2014 lascia il gruppo di Scelta Civica per aderire al Partito Democratico.
Nel gennaio 2016 è primo firmatario di un emendamento al DDL Cirinnà sulle unioni civili che comporterebbe fino a 12 anni di carcere per chi «organizza, favorisce o pubblicizza» la pratica della gestazione per altri.
Non si ricandida alle elezioni politiche del 2018 e ritorna alla sua attività accademica.
Alle elezioni politiche del 2022 viene candidato alla Camera dei deputati nel collegio uninominale Veneto 2 - 03 (Padova) per il centro-sinistra, ottiene il 29,48%, ma è sconfitto da Elisabetta Gardini del centro-destra (47,63%), non è quindi eletto.

## Opere
- Giovani tempi liberi. Cultura e sport fra gli studenti medi superiori in provincia di Padova (con Andrea Colasio), edizioni Il Poligrafo, 2000.
- Meno preti, quale Chiesa? Per non abbandonare le parrocchie (con don Giorgio Ronzoni), Edizioni Dehoniane, 2003.
- Veneti che cambiano. La popolazione sotto la lente di quattro censimenti (con M.L. Tanturri), CIERRE, Verona, 2007.
- La rivoluzione nella culla (con F.C. Billari), Università Bocconi Editore, Milano, 2008.
- Nuovi italiani. I figli degli immigrati cambieranno il nostro paese? (con P. Farina e S. Strozza), il Mulino, Bologna, 2009.
- La sessualità degli italiani (con M. Barbagli e F. Garelli), il Mulino, Bologna, 2010.
- Cose da non credere. Il senso comune alla prova dei numeri (con G. Weber), Laterza, Bari, 2011.
- Tutto quello che non vi hanno mai detto sull’immigrazione (con S. Allievi), Laterza, Roma 2016.
- La famiglia è in crisi. Falso! (con M. Castiglioni), Laterza, Bari, 2017.